# Inflația importată
Creșterea prețurilor peste graniță mărește valoarea importului, care în cazul mijloacelor de producție (materii prime, utilaje, mașini, energie) duce la creșterea costurilor și a prețurilor bunurilor economice produse anterior.